# Українсько-болівійські відносини
Українсько-болівійські відносини  — двосторонні відносини між Україною і Болівією у галузі міжнародної політики, економіки, освіти, науки, культури тощо
Болівія визнала незалежність України 5 грудня 1991, дипломатичні відносини встановлено 8 лютого 1992.
Болівія входить до сфери відповідальності Посольства України в Бразилії. В місті Ла-Пас діє Почесне консульство України, а в місті Київ діє Почесне консульство Болівії.

## Двосторонні зв'язки

### Політичні зв'язки
28 жовтня 2004 відбувся візит в Україну заступника Міністра закордонних справ Болівії Хуана Карло Гумусіо.
3-5 червня 2012 — візит до Болівії офіційної делегація України з метою участі у 42-й сесії Генеральної Асамблеї Організації Американських Держав

### Економічні зв'язки
За даними Державної служби статистики України в 2019 році  товарообіг між Україною та Болівією склав 1213, 4тис. дол. США. При цьому український експорт становив 330,5 тис. дол. США, імпорт з Болівії зменшився на 373% до 882,9 тис. дол. США. Український експорт переважно складався з  оптичних і фотографічних приладів (43,8%) та пластмаси, полімерних матеріалів (29,7%) . Основними товарами болівійського експорту були олово і вироби з нього (31,2%), насіння і плоди олійних рослин (26,5%). їстівні плоди та горіхи (23,5%). 